# Clariaudiência
Clariaudiência segundo a Doutrina Espírita é a suposta faculdade mediante a qual o médium afirma ouvir vozes e sons de origem distinta da audição física.
Assim como todas as demais suposta faculdades mediúnicas, alegações da existência de clariaudiência não possuem suporte em publicações científicas de impacto relevante, nem a existência do paranormal é admitida pela comunidade científica.
Supostos eventos de clariaudiência, de forma semelhante à clarividência, são considerados alucinações pela psiquiatria.